# Elegia na odejście
Elegia na odejście – siódmy tom poetycki Zbigniewa Herberta, wydany przez Instytut Literacki w 1990 roku.
W Elegii na odejście znajduje się 19 wierszy, co czyni ją tomem z najmniejszą liczbą utworów w twórczości Herberta. Najstarszy znajdujący się w tomie wiersz (Wit Stwosz: Uśnięcie NMP) pochodzi z 1952 roku. Utwór Heraldyczne rozważania Pana Cogito, który miał znaleźć się w tomie Pan Cogito (1974), został wówczas zablokowany przez cenzurę. Tematyka tomu dotyczy między innymi, jak zauważył Maciej Stanaszek, śmierci, przyrody, historiozofii, muzyki czy podróży. Ogólnie, zdaniem Stanaszka, tom ma raczej pesymistyczny nastrój. Według Stanaszka w tomie pojawia się, niespotykany wcześniej, osobisty charakter niektórych wierszy, szczególnie widoczny w zwracaniu się do osób, którym dedykowane były konkretne utwory.

## Spis utworów
- Dęby
- Przemiany Liwiusza
- Rodzina Nepenthes
- Tarnina
- Msza za uwięzionych
- Małe serce
- Prośba
- Heraldyczne rozważania Pana Cogito
- Pożegnanie
- Krajobraz
- Podróż
- Wit Stwosz: Uśnięcie NMP
- Modlitwa starców
- Pana Cogito przygody z muzyką
- Domysły na temat Barabasza
- Wóz
- Śmierć lwa
- Bajka o gwoździu
- Elegia na odejście pióra atramentu lampy